# Bomberman II
Bomberman II (ボンバーマンII?, Bonbāman Tsū) è un videogioco rompicapo sviluppato e pubblicato da Hudson Soft per Nintendo Entertainment System nel 1991. Il gioco fu reintitolato Dynablaster in Europa.

## Trama
Un Bomberman chiamato White Bomberman è stato accusato ingiustamente di aver commesso dei crimini terribili da parte di Black Bomberman, dopo l'accusa di aver rapinato una banca, il protagonista viene rinchiuso in una cella. La missione dell'eroe è quella di evadere di prigione e consegnare la sua controparte nera alla giustizia.

## Modalità di gioco
Lo stile di gioco segue la formula classica della serie: dove il personaggio si ritrova in una stanza piena di blocchi e nemici, che dovranno essere distrutti o sconfitti piazzando delle bombe a tempo. Alcuni blocchi contengono dei potenziamenti (come ad esempio l'incremento del raggio d'esplosione di un ordigno); ogni livello contiene una porta, che comparirà quando l'intera area sarà sgombra, attraversandola Bomberman potrà passare al livello successivo e continuare così la sua avventura.
Quando il giocatore arriva al game over gli viene fornita una password, che gli permetterà di recuperare i progressi quali l'ultimo livello affrontato, il numero delle bombe acquisito e gli eventuali potenziamenti raccolti. Le password possono essere inserite all'inizio del gioco permettendo così di ritornare a dove si era rimasti in precedenza.
Una novità riguarda le modalità multigiocatore, le quali sono: Vs Mode per due giocatori e Battle Mode per tre (per quest'ultima è necessario un NES Four Score). L'obiettivo è quello di uccidere i Bomberman avversari utilizzando le proprie bombe. 